# Psilocerea cneca
Psilocerea cneca är en fjärilsart som beskrevs av Louis Beethoven Prout 1932. Psilocerea cneca ingår i släktet Psilocerea och familjen mätare. Inga underarter finns listade.